# Durvillaea
Genre
Synonymes
- Sarcophycus Kützing, 1843[2]

Durvillaea, ou Durvilléa, est un genre d'algues brunes, le seul connu de la famille des Durvilleaceae. 

## Synonyme
- Sarcophycus Kützing, 1843[2]

## Liste d'espèces
Selon AlgaeBase (23 octobre 2017) :
- Durvillaea amatheiae X.A.Weber, G.J.Edgar, S.C.Banks, J.M.Waters & C.I.Fraser
- Durvillaea antarctica (Chamisso) Hariot (espèce type)
- Durvillaea chathamensis C.H.Hay
- Durvillaea poha C.I.Fraser, H.G.Spencer & J.M.Waters
- Durvillaea potatorum (Labillardière) Areschoug
- Durvillaea simplex Suhr
- Durvillaea willana Lindauer

Selon NCBI (23 octobre 2017) :
- Durvillaea amatheiae
- Durvillaea antarctica
- Durvillaea chathamensis
- Durvillaea poha
- Durvillaea potatorum
- Durvillaea willana

Selon World Register of Marine Species (23 octobre 2017) :
- Durvillaea antarctica (Chamisso) Hariot, 1892
- Durvillaea chathamensis C.H.Hay, 1979
- Durvillaea poha C.I.Fraser, H.G.Spencer & J.M.Waters, 2012
- Durvillaea potatorum (Labillardière) J.E. Areschoug, 1854
- Durvillaea simplex Suhr, 1836
- Durvillaea willana Lindauer, 1949